# Monoclona digitata
Monoclona digitata är en tvåvingeart som beskrevs av Edwards 1940. Monoclona digitata ingår i släktet Monoclona och familjen svampmyggor. Inga underarter finns listade i Catalogue of Life.